# Begraafplaats van Liedekerke
De Begraafplaats van Liedekerke is een gemeentelijke begraafplaats in de Belgische gemeente Liedekerke. Ze ligt langs de Molenstraat op 380 m ten noordoosten van de Sint-Niklaaskerk.
Er liggen meer dan honderd graven van oud-strijders uit de Eerste- en Tweede Wereldoorlog.

## Bijzonder graf
Het eerste graf rechts direct na de toegang is dat van de Belgische officier Gaston Frans Mertens. Hij was tijdens de Tweede Wereldoorlog vrijwilliger bij de Britse Royal Air Force en vloog als navigator in een Mitchell FW227. Hij sneuvelde boven Manderfeld tijdens een missie op 13 januari 1945 en ligt begraven in een privaat graf dat bij de Commonwealth War Graves Commission geregistreerd staat onder Liedekerke Communal Cemetery.

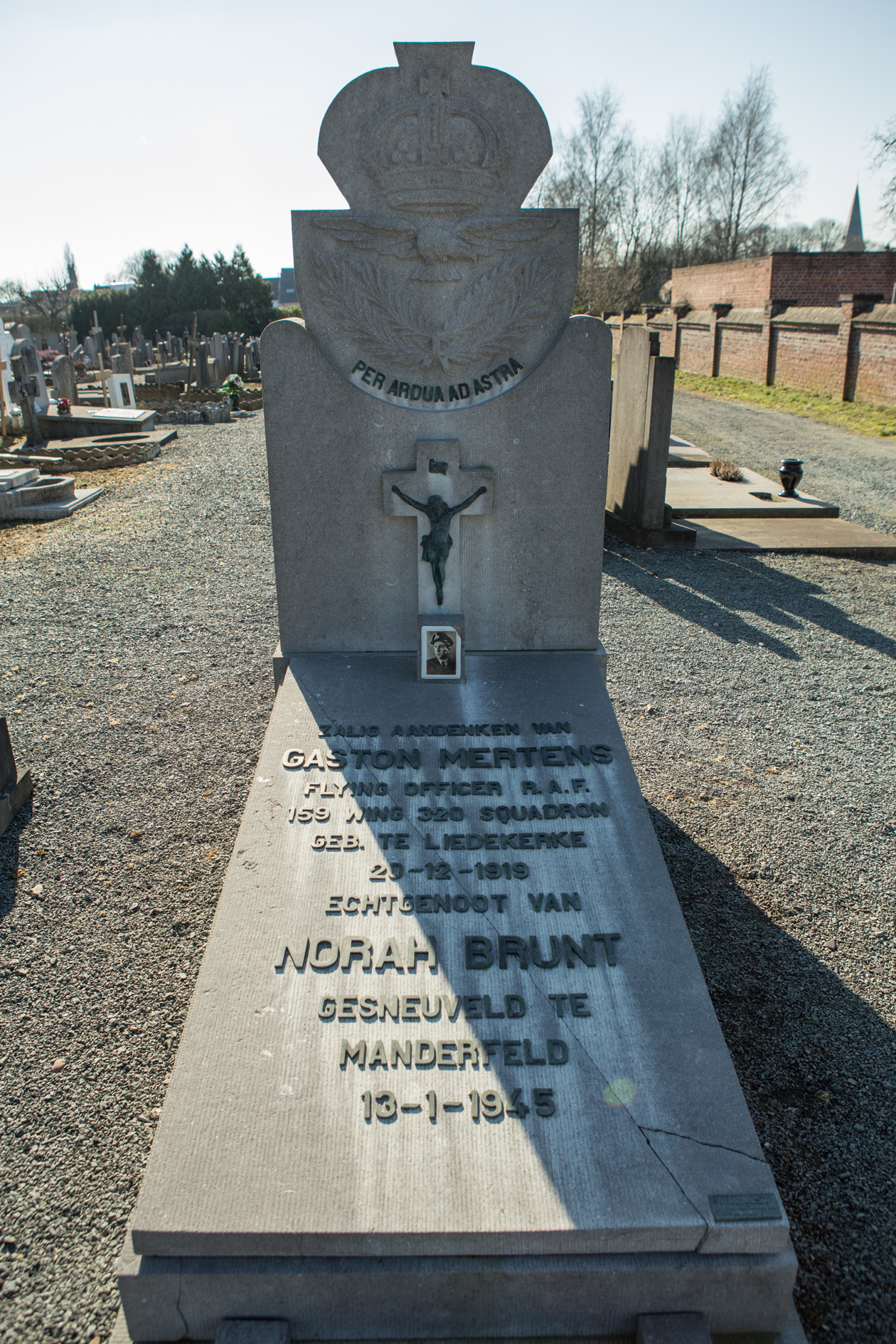
Graf van G. F. Mertens